# اندیس سورمق
سورمق یک اندیس غیرفلزی است که در حوالی شهر آباده استان فارس قرار دارد و مادهٔ معدنی موجود در آن، خاک نسوز است.سنگ میزبان این اندیس آهک است  